# نبيل الميناوي
نبيل الميناوي هو لاعب كرة قدم تونسي الجنسية يبلغ من العمر 31 سنة. لم يحضَ نبيل الميناوي بمسيرة كروية كبيرة بسبب لعبه كامل مسيرته الكروية في الرابطة المحترفة الثانية إلى أنه قدم مردودا طيبا في موسم 2013-2014 من الرابطة المحترفة الأولى مع فريقه نجم المتلوي الذي ساهم بنسبة كبيرة في بقائه في الرابطة الأولى مما لفت انتباه العديد من الأندية الكبرى التونسية وأندية من الخليج العربي وقد تمكنت هيئة النادي الإفريقي من الإتفاق رسميا مع نظيرتها في نجم المتلوي على تحول متوسط ميدان عماد الميناوي إلى فريق باب جديد بعد مفاوضات في فترة الانتقالات الصيفية .وأمضى عماد المينياوي عقدا مدته موسمين ليكون بذلك أولى انتدابات الإفريقي ذلك الموسم، أمضي الميناوي موسمين جيدين مع النادي الإفريقي أحرز معها بطولة تونس سنة 2015 وكأس تونس لسنة 2017 إلا أن ذلك لم يشفع له بالبقاء في الفريق ليعود أدراجه لناديه السابق نجم المتلوي.

## وصلات خارجية
- نبيل الميناوي على موقع قاعدة بيانات كرة القدم.إي يو (الإنجليزية)
- نبيل الميناوي على موقع ناشيونال فوتبول تيمز (الإنجليزية)